# Koenraad Elst
Koenraad Elst (7 de agosto de 1959) é um escritor e orientador belga.
Como autor de quinze livros em inglês em tópicos relacionados à política da Índia e comunalismo.

## Livros publicados
- Ram Janmabhoomi vs. Babri Masjid. A Case Study in Hindu-Muslim Conflict. Voice of India, Delhi 1990. (A large part of this book is included in Vinay Chandra Mishra and Parmanand Singh, eds.: Ram Janmabhoomi Babri Masjid, Historical Documents, Legal Opinions & Judgments, Bar Council of India Trust, Delhi 1991.)
- Ayodhya and After: Issues Before Hindu Society, 1991.
- Negationism in India: Concealing the Record of Islam. [S.l.]: Voice of India. 1992. ISBN 81-85990-01-8
- Indigenous Indians: Agastya to Ambedkar. [S.l.]: Voice of India. 1993. ISBN 9788185990040
- Psychology of Prophetism - A Secular Look at the Bible. [S.l.: s.n.] 1993. ISBN 81-85990-00-X. Consultado em 19 de janeiro de 2011. Arquivado do original em 30 de maio de 2006
- Dr. Ambedkar - A True Aryan. [S.l.: s.n.] 1993. ISBN 9788185990132
- BJP vis-à-vis Hindu Resurgence. [S.l.: s.n.] 1997. ISBN 81-85990-47-6. Consultado em 19 de janeiro de 2011. Arquivado do original em 11 de junho de 2011
- The Demographic Siege. [S.l.: s.n.] 1997. ISBN 81-85990-50-6. Consultado em 19 de janeiro de 2011. Arquivado do original em 11 de junho de 2011
- Update on the Aryan Invasion Debate Aditya Prakashan (1999) ISBN 81-86471-77-4
- Decolonizing the Hindu Mind - Ideological Development of Hindu Revivalism. Delhi: Rupa & Co. 2001. ISBN 81-7167-519-0
- The Saffron Swastika - The Notion of Hindu Fascism. (2001) ISBN 81-85990-69-7
- Gandhi and Godse - A review and a critique. [S.l.]: Voice of India. 2001. ISBN 81-85990-71-9 (transl: Pourquoi j’ai tué Gandhi, examen critique de la défense de Nathuram Godse par Koenraad Elst, Les Belles Lettres)
- Who is a Hindu?. [S.l.: s.n.] 2001. ISBN 81-85990-74-3
- Ayodhya: The Case Against the Temple. [S.l.]: Voice of India. 2002. ISBN 81-85990-75-1
- Ayodhya, The Finale - Science versus Secularism the Excavations Debate (2003). Voice of India. ISBN 81-85990-77-8
- Return of the Swastika: Hate and Hysteria Versus Hindu Sanity. [S.l.]: Voice of India. 2007. ISBN 9788185990798
- Asterisk in Bhāropīyasthān. Minor Writings on the Aryan Invasion Debate. [S.l.]: Voice of India. 2007
- The Problem with Secularism (Voice of India 2007)
- The Argumentative Hindu. Essays by an Unaffiliated Orientalist (Aditya Prakashan 2012)

- Sharma, Arvind, ed. (2001). «India's Only Communalist: an Introduction to the Work of Sita Ram Goel». Hinduism and Secularism: After Ayodhya. [S.l.]: Palgrave. ISBN 978-0-333-79406-7
- Linguistic Aspects of the Aryan Non-Invasion Theory, In Edwin Bryant and Laurie L. Patton (editors) (2005). Indo-Aryan Controversy: Evidence and Inference in Indian History. [S.l.]: Routledge/Curzon. ISBN 0-7007-1463-4
- The Rushdie affair's legacy. Postscript to Daniel Pipes: The Rushdie Affair: The Novel, the Ayatollah, and the West. [S.l.]: Transaction Publishers, paperback (2003). 1990. ISBN 0-7658-0996-6
- Gujarat After Godhra: Real Violence, Selective Outrage/edited by Ramesh N. Rao and Koenraad Elst. New Delhi, Har-Anand Pub., 2003, 248 p., ISBN 81-241-0917-6.
- The Ayodhya demolition: an evaluation", in Dasgupta, S., et al.: The Ayodhya Reference, q.v., p. 123-154. [S.l.: s.n.]
- The Ayodhya debate in Pollet, G., ed.: Indian Epic Values. Râmâyana and Its Impact. 1995, q.v., p. 21-42. Leuven: Peeters (adapted from a paper of the International Ramayana Conference and the October 1995 Annual South Asia Conference in Madison, Wisconsin)
- The Ayodhya debate: focus on the "no temple" evidence, World Archaeological Congress, 1998
- “Ayodhya’s three history debates”, in Journal of Indian History and Culture (Chennai), September 2011.
- “The gatherings of the elders: the beginnings of a Pagan international”, Pomegranate (Equinox, Sheffield UK) 2012/1.
- India's Only Communalist: In Commemoration of Sita Ram Goel (edited by Koenraad Elst, 2005) ISBN 81-85990-78-6 (With contributions by Subhash Kak, David Frawley, Lokesh Chandra, Shrikant Talageri, Vishal Agarwal, N.S. Rajaram and others.)
- An article on an attempt to ban a book by Ram Swarup, in Sita Ram Goel, ed.: Freedom of Expression (Voice of India 1998).
- «The Rushdie Rules». Middle East Quarterly. Junho de 1998
- An article in the second edition of Ishwar Sharan’s The Myth of Saint Thomas and the Mylapore Shiva Temple (Voice of India 1997).
- A paper in Angela Marcantonio & Girish Nath Jha, eds.: Perspectives on the Origin of Indian Civilization (DK Printworld, Delhi 2013).
- A paper in Hans Geybels & Walter Van Herck, eds.: Humour and Religion, Challenges and Ambiguities (Continuum, London 2011).
- A paper  in P. Paramesvaran, ed.: Expressions of Christianity, with a focus on India (Vivekananda Kendra Prakashan, Chennai 2007).
- A paper in Herman Siemens & Vasti Roodt, eds.: Nietzsche, Power and Politics (Walter de Gruyter, Berlin 2008).
- Foreword to: The Prolonged Partition and Its Pogroms: Testimonies on Violence against Hindus in East Bengal (1946–1964) by A. J. Kamra (2000).
- «Banning Hindu Revaluation». Observer of Business and Politics. 1 de dezembro de 1993

- Het boek bij het Boek (“The companion book to the Book”, Waregem 2009)
- The India chapter in Wim Van Rooy & Sam Van Rooy, eds.: De islam. Kritische essays over een politieke religie (“Islam: Critical Essays on a Political Edition”), ASP, Brussels 2010.
- De donkere zijde van het boeddhisme (“The Dark Side of Buddhism”, Mens & Cultuur, Ghent 2010)
- Heidendom in India: hindoeïsme en christendom, dialoog tussen vreemden (“Paganism in India: Hindus and Christians, Dialogue between Strangers”, Mens & Cultuur, Ghent 2014):